# بلتون (تگزاس)
بلتون، تگزاس(به انگلیسی: Belton, Texas) شهری در ایالت تگزاس از ایالات جنوبی ایالات متحده آمریکا است. در سرشماری سال ۲۰۰۰، جمعیت این شهر ۱۴۶۲۳ نفر اعلام شد.